# 大野屋 (酒店)
大野屋（おおのや）は東京・麹町にある酒店。正式名称は「株式会社大野屋」だが、通称は〝大野屋酒店〟。千代田区四番町に位置し、四番町ファインビル1階に店を構えていた。同ビルは大野屋社長が所有するビルである。
酒、飲料や食料品から雑貨まで扱っており、店頭での小売のほか配達にも対応していた。
麹町という特殊な立地から、一般飲食店・企業はもちろん、歴史上の重要人物の子孫・落語家や当時の国務大臣のような個人宅、大使館、テレビ局など、得意先は実に多岐に亘る。

## 麹町時代の日本テレビと大野屋
日本テレビ麹町旧本社の真隣りという立地から、古くから日本テレビとは深い取引関係にあり、日本テレビ麹町時代は日本テレビ関係の売り上げが相当のシェアを占め、店主は部外者にもかかわらず、日本テレビ放送網厚生部公認で社員が中心のクラブ活動である「カメラクラブ」にも所属していた。
お中元やお歳暮、記念品や景品としてのビール券等の金券の需要が日常的に大変多く、大野屋は送り主表記用の〝日本テレビ放送網株式会社〟ゴム印を所有していた。
セ・リーグ開幕時はスポーツ局から発注、マスコミ各社や野球関係者宛てに配達依頼された飲料だけでトラック一杯相当にもなった。
大野屋から日本テレビ各部署へのお中元として届けられた烏龍茶缶の総量は軽トラック荷台一杯相当にもなった。
店頭に来客する著名人も多く、近所に住んでいた三代目三遊亭圓歌、また、その門弟たちは師匠の目を盗んでは大野屋でくつろいでいた。井田由美・小林完吾・福留功男などは常連であった。当時小林はニュースキャスターを務めており、ブランデーを1本購入する際にも店頭で円高差益の解説をしながら品定めをするなど、変わった常連であった。

## 現在の大野屋
日本テレビ本社機能が麹町から汐留に移転、近隣にはコンビニエンスストアが乱立するのに並行して、1階で扱っていた店頭での販売を廃止、大手弁当チェーンの〝オリジン弁当〟に賃貸し、現在は地階で配達のみに対応している。